# Emil Selenka

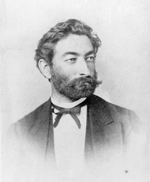
Emil Selenka.

Emil Selenka, född 27 februari 1842 i Braunschweig, död 20 februari 1902 i München, var en tysk zoolog. Han var son till Johannes Selenka. 
Selenka blev professor i zoologi och jämförande anatomi vid Leidens universitet 1868 och överflyttade till Erlangens universitet 1874 och till Münchens universitet 1896. Han företog en forskningsresa till Brasilien 1877 samt till Ceylon och Sundaöarna 1892.
Selenkas viktigaste arbeten behandlar tagghudingarnas och ryggradsdjurens embryologi. Han författade Zoologische Studien (två delar, 1878–81) och Studien über Entwicklungsgeschichte der Tiere (14 delar, 1898–1906). Tillsammans med Isidor Rosenthal och Max Reess uppsatte han 1881 "Biologisches Zentralblatt".